# Murdoch Stuart (comte de Menteith)
Murdoch ou Muireadhach III Stuart, tué le 11 août 1332, est un noble écossais qui fut comte de Menteith.

## Origine
Murdoch est le 3e fils d'Alexandre. Comme son père et ses  frères 
il porte le surnom  Menteith plus que son nom de Stuart, bien qu'il soit issu en ligne agnatique de la maison Stuart. Il est le 3e comte ou mormaer de Menteith à porter le nom traditionnel de Muireadhach comme l'un de ses ancêtres en lignée féminine, qui dans les sources non gaéliques est corrompu sous diverses formes : Muretach, Murdoc, Murdoch, Murdach, Murdo et même Maurice !

## Biographie
Murdoch est le frère cadet du comte Alain Ier Stuart et le neveu de John de Menteith, personnage important des  guerres d'indépendance écossaise qui s'est rendu célèbre pour avoir livré William Wallace aux Anglais. Murdoch apparaît d'abord en 1311 comme valet d'armes au service de son beau-frère William Ferrers, 1er Baron Ferrers de Groby en Angleterre. Il est adoubé chevalier au plus tard en 1317/1318, quand il est nommé  « Sir Murdac de Mentethe » dans une charte. L'historiographie traditionnelle considère qu'il succède directement comme titulaire du comté de Menteith à Alain Ier Stuart à son frère Alain mort captif en 1309. Toutefois lors de la déclaration d'Arbroath en 1320 son oncle John de Menteith porte le titre de « gardien du comté de Menteith »  sans doute pour le compte d'Alan II. En effet Murdoch de Menteith ne revient en Écosse qu'en 1317/1318 ou même en 1320  il est réputé la même année avoir eu vent du complot de William de Soules et de ses partisans contre le roi d'Écosse Robert Ier qu'il dénonce à ce dernier, et il aurait reçu en récompense des domaines confisqués aux conjurés. Le 1er août 1323, Murdoch est témoin d'une charte où il se prévaut du titre de « comte de Menteith ». Il est l'un des cinq comtes cosignataires du traité d'Édimbourg-Northampton en mars 1328 qui reconnaît l’indépendance de l’Écosse et le titre royal de Robert Bruce. Il est tué lors de la bataille de Dupplin Moor.